# Xã Northampton, Quận Somerset, Pennsylvania
Xã Northampton (tiếng Anh: Northampton Township) là một xã thuộc quận Somerset, tiểu bang Pennsylvania, Hoa Kỳ. Năm 2010, dân số của xã này là 343 người.